# Stazione di Cese
La stazione di Cese è la fermata ferroviaria della linea Benevento-Campobasso sita nel territorio comunale di Benevento e al servizio della località di Cese.

## Storia
La stazione, inaugurata il 12 febbraio 1882, si trova sulla ferrovia Benevento-Campobasso. Ha sempre avuto rilevanza locale, essendo situata in una zona scarsamente popolata nei pressi della strada per raggiungere Pesco Sannita, e fu resa impresenziata alla fine degli anni ottanta, nel contesto dell'automatizzazione del passaggio al livello che si trova nei pressi della fermata. Pochi mesi prima della sospensione della linea al regolare traffico viaggiatori, avvenuta nel 2013, era servita da 3 treni al giorno, uno in direzione Benevento al mattino e due in direzione Campobasso al primo pomeriggio.
La linea su cui è situata è stata nuovamente utilizzata dal 2017 per treni storici e/o turistici.

## Strutture e impianti
La stazione è composta da un fabbricato viaggiatori a due piani, chiuso ma tuttora visibile, da una piccola pensilina in muratura con tettoia, dal marciapiede e dal singolo binario per il transito dei treni.

## Movimento
Non ha mai avuto un traffico viaggiatori particolarmente intenso, principalmente perché al servizio di una contrada di campagna.